# Tittmoning
Tittmoning is een gemeente in de Duitse deelstaat Beieren, gelegen in het Landkreis Traunstein. De oostelijke gemeentegrens is de bedding van de Salzach welke rivier in dat deel van zijn loop tevens de Duits-Oostenrijkse staatsgrens vormt. De stad telt 5.825 inwoners.

## Geografie
Tittmoning heeft een oppervlakte van 72,04 km² en ligt in het uiterste zuidoosten van Duitsland.
Altenmarkt a.d.Alz ·
Bergen ·
Chieming ·
Engelsberg ·
Fridolfing ·
Grabenstätt ·
Grassau ·
Inzell ·
Kienberg ·
Kirchanschöring ·
Marquartstein ·
Nußdorf ·
Obing ·
Palling ·
Petting ·
Pittenhart ·
Reit im Winkl ·
Ruhpolding ·
Schleching ·
Schnaitsee ·
Seeon-Seebruck ·
Siegsdorf ·
Staudach-Egerndach ·
Surberg ·
Tacherting ·
Taching a.See ·
Tittmoning ·
Traunreut ·
Traunstein ·
Trostberg ·
Übersee ·
Unterwössen ·
Vachendorf ·
Waging a.See ·
Wonneberg